# Хентисбай
Хентисбай (Хентисбей, Хентис-Бей, англ. Henties Bay, африк. Hentiesbaai, нем. Hentiesbucht) — небольшой город на западе Намибии, на территории области Эронго. Входит в состав округа Арандис.

## Географическое положение
Город находится в западной части области, на побережье Атлантического океана, на расстоянии приблизительно 285 километров к западу-северо-западу (WNW) от столицы страны Виндхука. Абсолютная высота — 17 метров над уровнем моря.

## Население
По данным официальной переписи 1991 года численность населения составляла 1 612 человек.
Динамика численности населения города по годам:
| 1991 | 2013 |
| ---- | ---- |
| 1612 | 5900 |

## Достопримечательности
Севернее по побережью находится мыс Кейп-Кросс, известный одним из самых больших в мире лежбищ капских морских котиков. Также на мысе расположена копия падрана, установленного здесь в 1485 году португальским мореплавателем Диогу Каном.

## Транспорт
Ближайший аэропорт расположен в городе Свакопмунд.